# Carl Ludwig Friedrich von Roser
Karl Ludwig Friedrich von Roser ook Carl Ludwig Friedrich von Roser, (Vaihingen an der Enz, 20 maart 1787 - Stuttgart, 27 december 1861) was een Duits ambtenaar, politicus en entomoloog.
Karl von Rosers ouders waren Friedrich Karl Roser († 1822) uit Koengen en zijn vrouw Elisabeth Kaufmann. Von Roser was een ministeriële secretaris, directeur van het nationaal archief, de raad van erfgoed en de raad van state. Voor een korte periode was von Roser hoofd van het ministerie van Buitenlandse Zaken in het Koninkrijk Württemberg. Von Roser kreeg zijn eerste lessen in Ludwigsburg en daarna ging hij naar de middelbare school in Stuttgart. In 1804 begon von Roser, volgens de wens van zijn vader, rechten te studeren aan de Eberhard Karls Universität Tübingen, hoewel hij zelf liever geneeskunde of de natuurwetenschappen had willen studeren. Dit weerhield hem er niet van om zelfstandig waarnemingen te doen van de processen in de natuur en algemene zoölogie lessen te volgen. Na een studieperiode van bijna drie jaar deed von Roser het Staatsexamen in Stuttgart en studeerde summa cum laude af. Op 29 september 1807 werd hij als advocaat toegelaten. Von Roser trouwde op 31 oktober 1814 in Stuttgart, met de uit Calw afkomstige Luise Vischer (1796-1841).
Het wetenschappelijk onderzoek van von Roser behelsde in eerste instantie de gehele natuur en de natuurlijke historie. Uiteindelijk was hij door een gebrek aan tijd genoodzaakt zich 30 jaar intensief toe te leggen op het deelgebied van de entomologie. Werkend op het gebied van classificaties, metamorfoses en levenswijzen, verzamelde en prepareerde hij ongeveer 20.000 soorten insecten. 
- Gemeinsame Normdatei: 139277390
- Virtual International Authority File: 100564135
- WorldCat: E39PBJtGVDmxGjhpXgQWyJ6Yfq